# William J. Ballard
William J. Ballard (* 1922 in Opelousas, Louisiana; † 2. August 2006 in Ashland, Oregon) war ein US-amerikanischer Chorleiter, Musikpädagoge und -wissenschaftler.
Ballard studierte am Chicago Musical College Gesang und Musiktheorie und an der Northwestern University Musikgeschichte und Literatur. Als Fulbright-Stipendiat studierte er 1952–53 in Florenz. Hier entdeckte er die Madrigalkomödie L'Amfiparnaso von Orazio Vecchi, die er für Aufführungen mit den The Tudor Singers bearbeitete, einem professionellen Chor, den er 1949 gegründet hatte und bis 1970 leitete. Eine Tonbandaufnahme des Werkes aus den 1950er Jahren ist digital restauriert bei Alliance Publications.
Im Laufe der Jahre wirkte Ballard als Kirchenmusikdirektor in Waukegan, Chicago, Evanton und Glencoe, Illinois, und leitete verschiedene kommunale Chöre. Von 1954 bis 1964 war er Leiter der Commonwealth Edison Choraliers und von 1962 bis 1970 der Elgin Choral Union. Von 1954 bis 1970 war er Direktor der Chororganisationen und Professor für Chorliteratur an der Northwestern University in Evanston. Er leitete dann ein Jahr lang das Musikdepartment der Ely High School in Cambridge, Großbritannien, und wirkte von 1972 bis 1974 als Professor für Musikgeschichte und Dirigieren am Centenary College of Louisiana. Bis 1985 leitete er den San Francisco Boys Chorus, dann gründete er die Singing Boys of San Francisco Bay, deren Leiter er bis 1988 war.
Ballard bearbeitete und veröffentlichte Werke der alten Meister Vecchi, Adriano Banchieri, Alessandro Striggio, Marco da Gagliano, Claudio Monteverdi, Clément Janequin und Luca Marenzio für Aufführungen in den USA, wobei er die Texte teils ins Englische übertrug.